# Hawkshaw Hawkins
Harold Franklin „Hawkshaw“ Hawkins (* 22. Dezember 1921 in Huntington, West Virginia; † 5. März 1963 nahe Camden, Tennessee) war ein US-amerikanischer Country-Sänger, der neben Hank Williams als einer der besten Sänger von Country-Balladen seiner Zeit galt. Er wirkte in der Countryszene von Mitte der 1940er bis zu den frühen 1960ern. Auf dem Höhepunkt seiner Karriere kam er bei einem Flugzeugabsturz ums Leben.

## Anfänge
Harold Franklin Hawkins wurde am 22. Dezember 1921 in Huntington (West Virginia) geboren. Seine Eltern waren Icie Hawkins und ihr Mann Alex. Als Kleinkind lebte seine Familie kurzzeitig im Lawrence County am Ohio River. Hier wurde auch seine jüngere Schwester Lena geboren. Die Familie kehrte bald nach Huntington zurück, wo sein Vater als Vorarbeiter für die Kerr Glasgesellschaft arbeitete. Hawkins hatte drei jüngere Schwestern, Lena, Leona und Betty. Als Jugendlicher entdeckte Hawkins bereits sein Talent zum Singen und seine Liebe zur Country-Musik.

## Persönliches

### Künstlername
Seit dem Tom-Taylor-Melodram The Ticket of Leave Man von 1863, mit seinem berühmten „super“-gefährlichen und „super“-schlauen „Super“-Helden Hawkshaw, ist dieser Begriff in den USA zum Synonym für Detektiv geworden. Von 1913 bis 1922 und von 1931 bis zum Ende der 1940er Jahre gab es in den USA ein Cartoon Hawkshaw, der Detektiv von Gus Mager. Es wird kolportiert, dass der junge Harold Franklin Hawkins, während er mit Freunden Murmeln spielte, von einem Nachbarn, der nach zwei Angelruten suchte, die aus seiner Werkstatt verschwunden waren, gefragt wurde, ob er die Ruten eventuell gesehen hätte. Harold sagte ihm, dass er zwei solche (oder ähnliche) Ruten in der Werkstatt eines anderen Nachbarn bemerkt habe. Ein paar Minuten später kehrte der Nachbar, der ihn gefragt hatte, mit den beiden entwendeten Ruten zurück und schnipste Harold ein Fünfzig-Cent-Stück als Belohnung zu und sagte dabei: „Danke, Hawkshaw.“ Harold behielt diesen Spitznamen als seinen Künstlernamen bei, auch Jahre später noch, als sich bei seiner ersten Plattengesellschaft King Records Widerstand dagegen regte.

### Grundeinstellung
Hawkshaw Hawkins war ein überzeugter Naturfreund. Er genoss es, zu jagen, zu angeln und zu reiten. Freunde und Grand Ole Opry Stars wie Grandpa Jones, Charlie Louvin (Louvin Brothers) und Stoney Cooper schlossen sich ihm häufig zu solchen Jagd- und Fischereiausflügen an. Hawkshaw hatte seine alten Freunde immer sehr ins Herz geschlossen, auch wenn sie einmal nicht im Stande waren, an seinen Jagdtouren teilzunehmen. Wilma Lee Cooper erinnerte sich in diesem Zusammenhang sehr innig an einen Besuch von Hawkins bei ihrem Mann Stoney, nachdem dieser einen Herzanfall erlitten hatte, und Hawkshaw ihm ein Huhn für eine stärkende Hühnersuppe brachte. Auch seine Freunde der frühen Tage in Huntington erinnerten sich gerne daran, dass er immer zu einem Kurzbesuch bei ihnen vorbeikam, wann auch immer er in der Stadt war.

### Familie
Im Jahr 1940 heiratete er Reva Barbour aus Huntington (West Virginia). Bei ihrer Heirat waren beide sehr jung; er war kaum zwanzig und sie gerade einmal sechzehn. Die Ehe war sehr turbulent und endete nach mehreren Trennungen und Versöhnungen 1958 durch Scheidung. Die spätere Gospelsängerin Marlene Gilliam wurde von ihnen im Alter von vier Jahren als nicht eheliche Tochter aufgenommen. Später heiratete er den gefeierten Grand Ole Opry Star Jean Shepard. Aus der Ehe gingen zwei Söhne hervor, Don Robin und Harold Franklin Hawkins II. Letzterer wurde am 8. April 1963 geboren, etwa einen Monat nach Hawkshaws frühem Tod, und hat 2005 damit begonnen, als Hawkshaw Hawkins II die Lieder seines Vaters nachzusingen (CD: Hawk’s Back!).

### Kollegen und Freunde
Kollegen nannten ihn mit Hochachtung „The man with eleven and a half yards of personality“ oder „The best guy who ever wore a pair of cowboy boots“. Am 6. März, nachdem die Nachricht über seinen frühen Unfalltod um die Welt ging, schrieb einer seiner Fans aus England in einem Brief an die Country Music Association „… Hawkshaw Hawkins war meiner Meinung nach der beste Sänger von Country-Balladen neben Hank Williams. Er hatte eine Stimme von erstaunlicher Tiefe und Qualität, sodass er Countrysongs mit einer Realität darbringen konnte, wie sonst kaum jemand anderes.“ Hawkshaw Hawkins galt als ausgesprochener Gentleman, der im Gegensatz zu vielen seiner Kollegen Rauchen und Alkoholtrinken generell ablehnte. Er hatte einen großen Sinn für Humor. Auf der Bühne war er ein Darsteller, der durch seine Persönlichkeit allem und jedem die Show stehlen konnte. Er war sehr professionell und jeder arbeitete gerne mit ihm zusammen. Leider gelang es ihm aber nie, den Flair und die Magie seiner Persönlichkeit, die er bei seinen Live-Auftritten so wunderbar ausstrahlen konnte, auch auf seinen Schallplatten einzufangen. Die meisten seiner Shows ließ er mit den Worten folgenden Worten enden: „May the Lord take a likin’ to you“ („Möge Ihnen der liebe Gott zugeneigt sein“).

### Abschied
Am 3. März 1963 traten Hawkshaw Hawkins, Roy Acuff, George Jones, Dottie West, Cowboy Copas und Patsy Cline in Kansas City (Missouri) in einem Wohltätigkeitskonzert zugunsten der Familie des bei einem Autounfall getöteten Discjockeys „Cactus“ Jack Call auf, der für die regionalen Country-Rundfunksender KCKN und KCMK in Kansas City gearbeitet hatte. Beim Rückflug, am 5. März 1963, nahm Hawkshaws Karriere ein jähes Ende, als das Kleinflugzeug, eine viersitzige Piper Comanche, mit dem er von dem Wohltätigkeitskonzert nach Nashville (Tennessee) zurückkehren wollte, gegen 18:30 Uhr in einem Gewittersturm in einer Bodensenke einer stark bewaldeten Hügelkette in der Nähe von Camden (Tennessee) (Sandy Point, Fatty Bottom Area, fünf Meilen westlich des Tennessee River) abstürzte. Mit an Bord des Flugzeuges, das von dem Piloten Ramsey (Randy) D. Hughes, dem Manager von Patsy Cline, gesteuert wurde, waren die Country-Stars Patsy Cline und Cowboy Copas, die ebenfalls nicht überlebten. Hawkshaw Hawkins Familie und mit ihr die gesamte Fangemeinde der Countrymusic erlitten am 5. März 1963 einen großen Verlust.

## Karriere
1946 bekam Hawkshaw seinen ersten Plattenvertrag bei King Records. Hier waren seine ersten Aufnahmen: After All We Have Meant to Each Other und The Way I Love You, die am 26. Juli 1946 herauskamen. Während seiner Zeit bei King Records coverte Hawkins zahlreiche Lieder bereits bekannter Sänger, wie Pan American von Hank Williams, I Love You a Thousand Ways von Lefty Frizzell und Slow Poke von Pee Wee King. Mit dem Song The Sunny Side of the Mountain, der später sein „Markenzeichen“ werden sollte, hatte er zu dieser Zeit nur bescheidenen Erfolg. Seinen wirklich ersten Erfolg hatte er mit Pan American, der es unter die Top Ten seiner Zeit brachte. In den folgenden drei Jahren hatte er weitere vier Singles in den Top Ten: Dog House Boogie (1948), I Love You a Thousand Ways (1951), I’m Waiting Just for You (1951) und Slow Poke (1951).
Im Mai 1953 wechselte Hawkshaw von King Records nach RCA Victor, da RCA ihn aufgrund des breiteren Vertriebsnetzes mehr ins nationale Scheinwerferlicht rücken konnte. 1955 schloss sich Hawkshaw der Grand Ole Opry an, wo er ein guter Freund von Marty Robbins und Don Gibson wurde. Hier erneuerte er auch seine alten Freundschaften zu Wilma Lee und Stoney Cooper, als diese 1957 zur Opry kamen. Wilma Lee Cooper gehört heute noch immer zum Oprycast, ebenso wie ihre Tochter, Carol Lee Cooper, die mit den Carol Lee Singers in einem Background Chor auftritt.
Ähnlich wie bei den frühen Aufnahmen von Patsy Cline, so beinhalteten auch Hawkshaws RCA-Aufnahmen dieser Zeit sowohl langsame Country-Balladen als auch abwechselnd weinerliche und quietschvergnügte Songs, deren Basis zum einen traditionelle Country- und Honky-Tonk-Nummern waren und zum anderen Countryversionen von Pop- und Rhythm-and-Blues-Songs. RCA vermarktete insbesondere Hawkshaws angenehme Stimme in solchen Songs, die das Zeug zum Populären hatten und von denen man sich somit gute Verkaufszahlen erhoffte. Sein Repertoire in dieser Zeit war zwar mannigfaltig, aber die Songs selbst waren zu „glatt“ und hatten nie die Eigenschaft, dass das Publikum aus ihnen den Sänger Hawkshaw Hawkins sofort herausgehört hätte.
1959 wechselte Hawkshaw zu Columbia Records, wo auch sein Freund Marty Robbins unter Vertrag war. Johnny Hortons Titel The Battle of New Orleans war ein großer Erfolg in diesem Jahr und ursächlich für ähnliche Lieder, so auch für Hawkshaws ersten Columbia Titel Soldier’s Joy. Der Song wurde Nummer 15 in den Country Charts und Nummer 87 in den Pop Charts.
Im September 1962 kehrte Hawkshaw zu seiner ersten Schallplattenfirma, King Records, zurück. Innerhalb von nur drei Tagen nahm er das auf, was seine letzten zwölf Songs werden sollten. Dieses schloss auch seinen größten Hit Lonesome 7-7203 mit ein. Justin Tubb (Sohn von Ernest Tubb) schrieb diesen Song ursprünglich für Hawkshaws zweite Frau, Jean Shepard, die das Lied zwar bei ihrer Schallplattenfirma, Capitol Records, aufnahm, die es aber ihrerseits bis heute nie veröffentlichte. Hawkshaw mochte diesen Song sehr und hatte sehr früh das Gefühl, dass dies ein echter Hit für ihn werden könnte. Der Song trat erstmals am 2. März 1963 in den Billboard Country Charts in Erscheinung, drei Tage vor seinem Tod. In den zwei Wochen unmittelbar nach Hawkshaws Tod war der Song nicht in den Charts, kam aber am 23. März zurück und blieb es dann auch für 25 Wochen. Davon vier Wochen lang als Nummer eins.

## Diskografie

### Singles
- 1946: Are You Waiting Just For Me / You Nearly Lose Your Mind
- 1946: I’m Wondering How / That’s When It’s Coming Home To You
- 1946: It’s Been So Long Darling / I Wonder Why You said Goodbye
- 1946: Walking The Floor Over You / I’ll Get Along Somehow
- 1946: After All / The Way I Love You
- 1946: Try Me One More Time / Blue Eyed Elaine
- 1946: Mean Mama Blues / Mean Old Bed Bug Blues
- 1946: There’s A Little bit Of Everything In Texas / Soldier’s Last Letter
- 1946: I’ll Never Cry Over You / I Ain’t Goin’ Honky Tonkin’
- 1947: I Don’t Have The Heart To Say Goodbye / Some Of These Nights
- 1947: Since You Went Away / When They Found The Atomic Power
- 1947: Blue Skies In Your Eyes / Moonlight On My Cabin
- 1947: After Yesterday / Sunny Side Of The Mountain
- 1947: Secrets Of My Heart / Never Say Goodbye
- 1948: Pan American / I Suppose
- 1948: Dog House Boogie / I Can’t Tell My Broken Heart A Lie
- 1948: There’s A Teardrop In Your Eye / Wanted Someone To Love Me
- 1948: Somebody Lied / Memories Always Linger On
- 1949: All Because Of My Jealous Heart / Life Lost It’s Color
- 1949: Would You Like To Have A Broken Heart / The Longer Were together More We Drift Apart
- 1950: I Wasted A Nickel / I’m Kissing Your Picture Counting Tears
- 1950: Stop Please Stop / Handcuffed To Love
- 1950: Back To The Dog House / Pardon Me For Loving You
- 1950: I Love You A Thousand Ways / Teardrops From My Eyes
- 1950: Yesterday’s Kisses / That’s All She Wrote
- 1950: Rattlesnakin’ Daddy / I Hate Myself
- 1951: Two Roads / Slow Poke
- 1951: I’m Waiting Just For You / A Heartache To Recall
- 1951: Shotgun Boogie / You Don’t Belong To Me
- 1951: Sunny Side Of The Mountain / Blue Skies In Your Eyes
- 1952: Be My Life’s Companion / Everybody’s Got A Girl But Me
- 1952: Unwanted / Got You On My Mind
- 1952: I Am Slowly Dying Of A Broken Heart / Over The Hill (Ruby Wright)
- 1952: I Love The Way You Say Goodnight / Loaded With Love
- 1952: I’m A Lone Wolf / I Hope You’re Crying Too
- 1952: Tangled Heart / Betty Lorainne
- 1953: I’ll Trade Yours For Mine / The Long Way
- 1953: A Heap Of Lovin’ / The Mark Round My Finger
- 1953: I’ll Never Close My Heart / When You Say Yes
- 1953: The Life Story Of Hank Williams / Barbara Allen
- 1953: The Life Of Hank Williams / Picking Sweethearts
- 1953: Kaw-Liga / If I Ever Get Rich Mom
- 1954: Waiting For My Baby / Flashing Lights
- 1954: Rebound / Why Didn’t I Hear It From You?
- 1954: One White Rose / I Wanna Be Hugged To Death By You
- 1954: Why Don’t You Leave This Town / I’ll Take A Chance With You
- 1955: Pedro Gonzales Tennessee Lopez / How Could Anything So Purty Be So Doggone Mean
- 1955: Car Hoppin Mama / The Love You Steal
- 1955: Ko Ko Mo (I Love You So) / Ling Ting Tong
- 1955: Standing At The End Of My World / I Gotta Have You
- 1956: It Would Be A Doggone Lie / Sunny Side Of The Mountain
- 1956: Oh How I Cried / Action
- 1956: I’ll Be Gone / My Fate Is In Your Hands
- 1956: Baby, It’s In The Making / You Can’t Divorce My Heart
- 1957: Dark Moon / With This Pen
- 1957: Borrowing / If It Ain’t On The Menu
- 1957: I Don’t Apologize / I’ll Get Even With You
- 1957: Sensation / Ring On Your Finger
- 1958: Guilty Of Dreaming / It’s Easier Said Than Done
- 1958: Freedom / I’ve Got It Again
- 1959: She Was Here / Are You Happy
- 1959: Big Red Benson / Soldier’s Joy
- 1960: Nothing More To Say / Between The Lines
- 1960: Patanio (The Pride Of The Plains) / Arkansas Lil And Texas Bill
- 1960: Put A Nickel In The Jukebox / Your Conscience
- 1960: You Know Me Much Too Well / My Story
- 1961: No Love For Me / The Love I Have For You
- 1961: Twenty Miles From Shore / Big Ole Heartache
- 1961: Bad News Travels Fast (In Our Town) / Let Them Talk
- 1962: Darkness On The Face Of The Earth / I Can’t Seem To Say Goodbye
- 1963: Girl Without A Name / Silver Threads And Golden Needles
- 1963: Lonesome 7-7203 / Everything Has Changed
- 1963: Love Died Tonight / Sunny Side Of The Mountain
- 1963: Caught In The Middle Of Two Hearts / If I Ever Get Rich Mom
- 1964: Waiting In The Shadows / This Particular Baby
- 1964: I’m Beginning To Forget / Teardrops On Your Letter
- 1966: Never Mind The Tears / Last Letter
- 1966: Jealous Fate / It’s Easy To Remember

### Alben
- 1951: Country Western Cavalcade
- 1958: Hawkshaw Hawkins, Vol. 1 (King Records)
- 1958: Sings Grand Ole Opry Favorites, Vol. 2 (King Records)
- 1959: Hawkshaw Hawkins (King Records)
- 1959: Big Beat Jazz (King Records)
- 1959: Sings Grand Ole Opry Favorites (King Records)
- 1963: The All New Hawkshaw Hawkins (King Records)
- 1963: Taken from Our Vaults, Vol. 1 (King Records)
- 1963: Taken from Our Vaults, Vol. 2 (King Records)
- 1963: The Great Hawkshaw Hawkins (Harmony)
- 1963: In Memory (with Cowboy Copas) (King Records)
- 1963: Legend (with Cowboy Copas) (King Records)
- 1964: Hawkshaw Hawkins Sings Hawkshaw Hawkins (RCA)
- 1964: Taken from Our Vaults, Vol. 3 (King Records)
- 1965: Gone, But Not Forgotten (with Patsy Cline And Cowboy Copas) (Starday)
- 1965: The Country Gentleman (RCA)
- 1967: 24 Greatest Hits (with Cowboy Copas) (King Records)
- 1968: His Everlasting Hits (Nashville)
- 1969: Lonesome 7-7203 (King Records)
- 1978: 16 Greatest Hits (Starday)
- 1987: 22 Greatest Hits (Deluxe)
- 1991: Hawk (Bear Family)
- 2000: I’m a Rattlesnakin’ Daddy: The King Anthology, 1946–1963 (WestSide)
- 2004: Best of the Best 1921–1963 (Federal)
- 2004: The Country Gentleman/Hawkshaw Hawkins Sings (Collectables)
- 2006: Radio Memories of the Late (Bronco)